# I Krakowski Batalion Etapowy
I Krakowski batalion etapowy – oddział wojsk wartowniczych i etapowych w okresie II Rzeczypospolitej pełniący między innymi służbę ochronną na granicy polsko-sowieckiej.

## Formowanie i zmiany organizacyjne
Formowanie batalionu rozpoczęto na przełomie 1918-1919. Otrzymał on nazwę okręgu generalnego, w którym powstał i kolejny numer porządkowy oznaczany cyfrą rzymską. Do batalionu wcielono żołnierzy starszych wiekiem i o słabszej kondycji fizycznej. Oficerowie i podoficerowie nie mieli większego doświadczenia bojowego. Batalion nie posiadał broni ciężkiej, a broń indywidualną żołnierzy stanowiły stare karabiny różnych wzorów z niewielką ilością amunicji. 
We wrześniu 1919 dowództwo batalionu stacjonowało w Grodnie. Wiosną 1920 batalion podlegał Dowództwu Okręgu Etapowego „Mołodeczno”. We wrześniu batalion wchodził w skład IVa Brygady Etapowej. Dowództwo baonu i 1. kompania stacjonowała w Bielsku przy Dowództwie Powiatu Etapowego Bielsk, natomiast 2. kompania w Czeremsze, a 3. kompania w Hajnówce. Stan baonu wynosił wówczas 14 oficerów i 412 szeregowców . W październiku 1920 zreorganizowano brygady etapowe 4 Armii. Batalion nadal wchodził w skład IVa Brygady Etapowej.
W lutym 1921 bataliony etapowe przejęły ochronę granicy polsko-rosyjskiej. Początkowo pełniły ją na linii kordonowej, a w maju zostały przesunięte bezpośrednio na linię graniczną z zadaniem zamknięcia wszystkich dróg, przejść i mostów. 
W 1921 bataliony etapowe ochraniające granicę przekształcono w bataliony celne. I Krakowski batalion etapowy zlikwidowany został przez 12 pułk piechoty

## Służba etapowa
W lutym 1921 batalion pełnił służbę wartowniczą i eskortową w punkcie Wymiany jeńców w Baranowiczach.

## Dowódcy batalionu
- mjr piech. Michał Gaca[a] (1920–1921)